# لاين سبورت
لاين سبورت (بالإنجليزية: Linesport)‏ هي قناة تلفزيونية فضائية رياضية سعودية متخصصة بكرة القدم المحلية والخارجية أفتتحت بتاريخ 10 ديسمبر 2010. كانت تقوم بنقل وتحليل بعض مباريات الدوري السعودي، استقطبت عدد من المحللين والمقدمين والمعلقين وعلى رأسهم محمد الدعيع وسلمان المطيويع ووليد الفراج وعدنان حمد وماجد عبد الله وعامر عبد الله وغيرهم الكثير.
أغلقت القناة في 3 سبتمبر 2014، بسبب خسارتها لحقوق نقل دوري عبد اللطيف جميل، استمرت القناة لمدة أقل من 4 سنوات.